# Tufft-Nunatak
Der Tufft-Nunatak ist ein etwa 330 m hoher Nunatak im Grahamland auf der Antarktischen Halbinsel. Er ragt 5 km südwestlich des Mount Bradley im Süden der Trinity-Halbinsel auf.
Das UK Antarctic Place-Names Committee benannte ihn 1964 nach Ronald William Tufft (* 1932) vom Falkland Islands Dependencies Survey, der im Februar 1957 einer Mannschaft zur Erkundung des Detroit-Plateaus angehört hatte.